# NetPositive
NetPositive (també conegut com a Net+) és el navegador web natiu desenvolupat per Be per equipar el seu sistema operatiu BeOS.
La seva lleugeresa (llançament gairebé instantani i petita utilització de memòria RAM), la seva interfície elegant i el fet que ha estat l'únic navegador web gràfic de la plataforma durant diversos anys, han fet el seu èxit.

## Característiques
NetPositive és un navegador que pot ser considerat com minimalista en el seu suport de les tecnologies web. Ell, òbviament, suporta l'HTML, però no fulls d'estil CSS o JavaScript. La seva última versió oficial és la 2.2.2, i la versió 3.0 va oferir un suport inicial per a JavaScript, però mai va avançar més enllà de la versió beta després de la fallida de Be.
NetPositive també utilitza la tecnologia BeOS replicant, que permet a qualsevol aplicació BeOS incrustar-se en un navegador web, el que també han fet algunes aplicacions com BeHappy, per llegir la documentació per a la interfície de programació que és en HTML, o Mail-It per llegir missatges de correu electrònic que contenen pàgines HTML.

## Ús
Encara utilitzat per alguns usuaris de BeOS, serveix principalment per a mostrar les pàgines HTML de la documentació, deixant el centre d'atenció a Firefox per la navegació a Internet.

## Missatges d'error
Els errors 404 anunciant que una pàgina web no es va poder trobar, eren anunciats per NetPositive a través d'un haiku (un petit poema japonès). És en memòria d'allò què la versió lliure de BeOS va ser anomenada Haiku.